# 稲毛眞生
稲毛 眞生（いなげ まうな、2009年10月21日 - ）は、日本の男性タレント。神奈川県出身。スターダストプロモーション制作3部所属。愛称はうーくん。

## 来歴
2015年、「BEST KIDS AUDITION 2015」グランプリ受賞。1年間BEST KIDSを務める。
2016年より、EBiDAN 39&KiDSとして活動開始。
2020年『天才てれびくんhello,』放送開始より、てれび戦士として出演。

## 人物
- 特技はテニス[2]、水泳[2][4]、卓球[2]、ダンス[4]、ものまね[4]。趣味はスポーツ観戦、ペットショップ巡り、生き物の観察[1]。
- 運動神経抜群であり、小学校6年間では毎年リレーの選手を務めた[6]。「稲毛もあな」という双子がいて、兄弟そろってフィンスイミングをしている。2人はジュニアの選手である[1]。
- 好きな食べ物は焼き鳥の砂肝とフルーツ[4]、嫌いな食べ物はスイカ[要出典]。
- 雨男である[7][8]。
- 『天才てれびくんhello,』で『微笑みの貴公子』と称されている[9]。
- 姉と妹がいて妹とは双子である[2]。
- 家族からは「うーくん」と呼ばれている[2]。
- 眞生の由来は母曰く、「響きが良いから」と語っている[2]。
- 憧れの先輩は元てれび戦士であり同じ事務所の矢部昌暉[10][11][12]。

## 出演

### テレビ番組
- もやモ屋「あの子の絵の具」（2019年12月6日、NHK Eテレ） - クラスメートの男子 役[13]
- 天才てれびくん シリーズ
  - 天才てれびくんhello,（2020年4月6日 - 2023年3月30日、NHK Eテレ） - てれび戦士
  - 天才てれびくん（2023年4月3日 - 2024年3月27日、NHK Eテレ） - てれび戦士[14]

### MV
- 河村隆一「君の笑顔を…」（2015年、happilyオリジナルソング第4弾）[15]
- DISH//「Pa Pa Pa パンティー!」[10][16]（2016年、MASAKI監督作品）※5th Anniversary Special Edition “D//ear…” 完全生産限定盤 映像特典にのみ収録。

### CM
- バンダイ「仮面ライダーグミ ゼロワン」[17]
- 日本マクドナルド「ハッピーセットのりものブロック『つくろう』篇」
- 公文
  - 「スラスラドンドン」篇
  - 「くもんペン」篇

### 広告
- CHOPIN（2015年）[18]
- キャット（2016年）[19]

## 作品
配信
- Be The World／てれび戦士（マウナ・ソラ・マリア・ソノマ・テッショウ）[20]
- 七人だからレインボー feat. てれび戦士（ショウタ・ソニア・マウナ・レイ・ハルト・ミオ・メイ）[21]